# Antonio Sánchez (batterista)
Antonio Sánchez (Città del Messico, 1º novembre 1971) è un batterista messicano.

## Biografia
Antonio Sánchez inizia a suonare la batteria a soli cinque anni. Raggiunti i dieci anni inizia così a suonare professionalmente. Tuttavia nel 1993 frequentò il corso di pianoforte classico al conservatorio Nazionale del Messico; in seguito si trasferì a Boston, nel Massachusetts per studiare al Berklee College of Music. Dopo essersi diplomato con lode in Musica Jazz, Antonio ottenne una borsa di studio per un master universitario in Improvvisazione Jazz al Conservatorio New England di Boston.
La sua rapida ascesa nel mondo della batteria jazz iniziò pochi mesi al Conservatorio quando Paquito D'Rivera chiamò il professore di Sánchez, Danilo Pérez, per una segnalazione per il ruolo di batterista nell'Orchestra United Nation di Dizzy Gillespie. Perez segnalò Sánchez e così Sánchez si ritrovò in tournée con l'orchestra. In seguito, nel 1997 Perez invitò Sánchez a far parte del suo trio che ricevette una nomination per il Grammy Award per l'album Motherland. La sua partecipazione alla tournée giunse anche alle orecchie del leggendario chitarrista Pat Metheny che invitò Sánchez a suonare nel Pat Metheny Group come batterista dopo una serie di ascolti.
Il Gruppo ha registrato due album dall'arrivo di Sanchez. Il primo, Speaking of Now vinse un Grammy Award nel 2003 per la categoria Best Contemporary Jazz Album. È stato inoltre pubblicato un DVD che mostra la tournée. Il secondo fu invece pubblicato The Way Up nel gennaio del 2005. Inoltre Sanchez ha fatto parte anche di altri quartetti e trii sotto la direzione di Pat Metheny. Il Pat Metheny Trio (Metheny alla chitarra, Sanchez alla batteria, e Christian McBride al basso) pubblicarono Day Trip nel gennaio del 2008 ed ottennero un ampio successo tra le critiche jazzistiche.
Nel 2007 ha registrato il suo primo disco in solo, Migration. L'album include un amplissimo gruppo di rinomati jazzisti del giorno d'oggi: Pat Metheny, Chick Corea, Chris Potter, David Sánchez and Scott Colley. All About Jazz lo definì Uno dei migliori debutti del 2007 Sanchez disse egli stesso del suo album: Non voglio che le persone dicano che questo è un album di un batterista... I vorrei che questo possa essere qualcosa di qualunque musicista. I penso in termini musicali, non quante vendite otterrò e se soffio abbastanza sulla brace o no. Io vorrei che la musica fosse molto melodica e accessibile a tutti con un sacco di belle interazioni.
Antonio si è trasferito a New York dal 1999 e ha frequentato la New York University (NYU) nel 2006.
Nel 2014 è autore della colonna sonora per sola batteria del film Birdman del regista messicano Alejandro González Iñárritu.

## Discografia
- Migration (2007, Cam Jazz)
- Live In New York At Jazz Standard (2010, Cam Jazz)
- New Life (2013, Cam Jazz)
- Three Times Three (2014, Cam Jazz)
- The Meridian Suite (2015, Cam Jazz)
- Bad Hombre (CAM Jazz, 2017)
- Lines in the Sand (CAM Jazz, 2019)
- SHIFT (Bad Hombre Vol. II) (Warner Music, 2022)

Con Michael Brecker
- Wide Angles (Verve, 2003)

Con Dewa Budjana
- Hasta Karma (Moonjune, 2015)

Con Gary Burton
- Quartet Live (Concord Jazz, 2009)
- Common Ground (Mack Avenue, 2011)
- Guided Tour (Mack Avenue, 2013)

Con Avishai Cohen
- Unity (Stretch, 2001)

Con Scott Colley
- Architect of the Silent Moment (CAM Jazz, 2005 [2007])

Con Chick Corea
- Dr. Joe (Stretch, 2008)

Con Bendik Hofseth
- XI (Grappa, 2009)

Con Pat Metheny
- Speaking of Now (Nonesuch, 2002)
- The Way Up (Nonesuch, 2005)
- Day Trip (Nonesuch, 2008)
- Tokyo Day Trip (Nonesuch, 2008)
- Unity Band (Nonesuch, 2012)
- Tap: Book of Angels Volume 20 (Tzadik/Nonesuch, 2013)
- Kin (<-->) (Nonesuch, 2014)
- The Unity Sessions (Nonesuch, 2016)
- From This Place (Nonesuch, 2020)

With Enrico Pieranunzi
- Latin Jazz Quintet Live at Birdland (Cam Jazz, 2010)
- Permutation (Cam Jazz, 2012)
- Stories (Cam Jazz, 2014)

With Béla Fleck and Edmar Castañeda
- BEATrio (Thirty Tigers, 2025)

## Colonne sonore
- Birdman, regia di Alejandro González Iñárritu (2014)
- The Studio, regia di Seth Rogen (2025)

## Riconoscimenti
- 2015 - Golden Globe
  - Candidatura per la miglior colonna sonora originale per Birdman
- 2015 - British Academy Film Awards
  - Candidatura per la miglior colonna sonora per Birdman
- 2015 - Satellite Awards
  - Miglior colonna sonora per Birdman
- 2014 - Critics' Choice Movie Award
  - Miglior colonna sonora per Birdman
- 2014 - St. Louis Gateway Film Critics Association Awards
  - Miglior colonna sonora per Birdman
- 2016 - Grammy Award
  - Miglior colonna sonora per un film per Birdman